# Hydrangea serrata
L'ortensia di montagna (Hydrangea serrata (Thunb.) Ser., 1830) è una pianta angiosperma della famiglia delle Hydrangeaceae, originaria delle regioni montuose della Corea e del Giappone.

## Descrizione

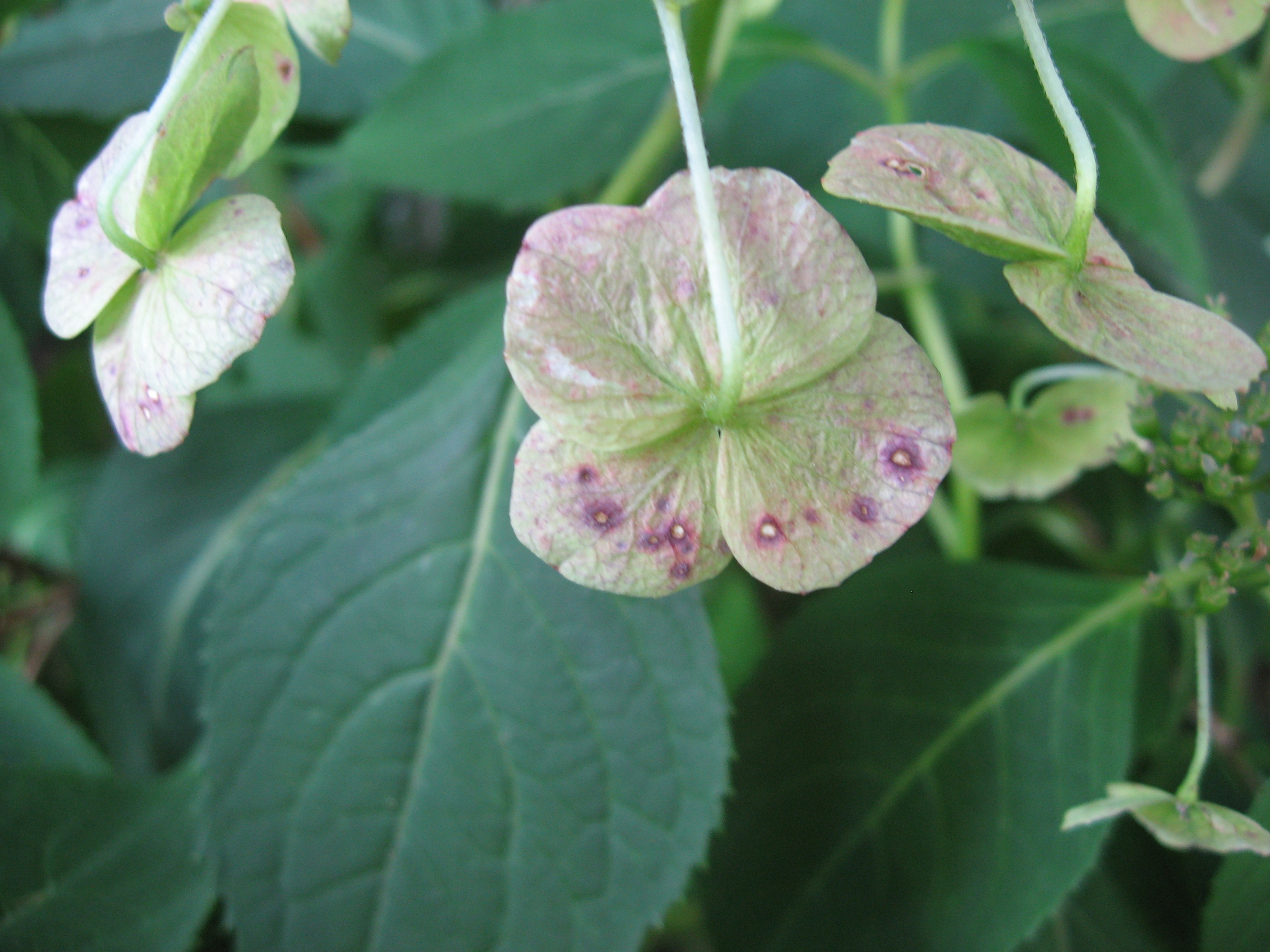
Un primo piano di diversi fiori.

Hydrangea serrata è simile a H. macrophylla tranne che è di m inori dimensioni, con fiori e foglie più piccoli. Cresce sino a 1,2 m di altezza; è un arbusto deciduo con foglie ovali e pannocchie di fiori blu e rosa in estate e autunno. 
Con un portamento arrotondato, presenta foglie verde scuro, serrate (dentate), ovate lunghe 15 cm e pannocchie di fiori blu o rosa a fioritura lunga da metà a fine estate. In ciascuna pannocchia sono presenti sia i fiori appariscenti (sterili) che gli ornamenti meno appariscenti (fertili). I fiori sono perfetti, con parti sia maschili che femminili; essi sono impollinati dagli insetti.

## Coltivazione
È ampiamente coltivata come attraente arbusto ornamentale in tutto il mondo in aree con clima e terreno adatti.
È meglio coltivata in terreni ricchi, di media umidità, ben drenati in parziale ombra. Tollera il pieno sole solo se cresciuta in terreni costantemente umidi. Il pH del suolo influenza il colore del fiore allo stesso modo di H. macrophylla - vale a dire, bluastro in terreni altamente acidi e da lilla a rosa in terreni leggermente acidi o alcalini. Un cambio di colore limitato può essere ottenuto con varietà rosa e blu su terreni neutri grazie all'uso attento degli additivi del terreno.  I fiori si presentano su legno vecchio e sono necessarie piccole potature. Può essere potata dopo la fioritura tagliando gli steli fiorali sino a un paio di gemme sane. Gli steli deboli o danneggiati dall'inverno possono essere potati all'inizio della primavera.
Essa può perdere un numero significativo di boccioli di fiori o morire a terra in inverni rigidi, compromettendo o decimando la fioritura per il prossimo anno. Le piante sono resistenti sino a circa -25 °C quando dormienti, ma la crescita giovanile in primavera può essere uccisa dalle gelate tardive.
Hydrangea serrata è una buona scelta o pianta d'accento per luoghi protetti vicino a case o cortili. Può essere cresciuta come una bassa siepe, ed è abbastanza resistente al vento.

### Propagazione
I semi possono essere seminati in una serra in primavera. Quando sono abbastanza grandi, le piantine possono essere piantate in vasi individuali. Le talee erbacee possono essere radicate durante l'estate, e quelle legnose durante l'autunno e l'inverno. L'interramento delle propaggini può essere compiuto in primavera.

### Problemi
La pianta puo' essere attaccata dall'armillaria, dalla peronospora, dall'avvizzimento batterico, dalla necrosi fogliare e dall'oidio. Gli afidi sono occasionali parassiti estivi.

### Cultivar

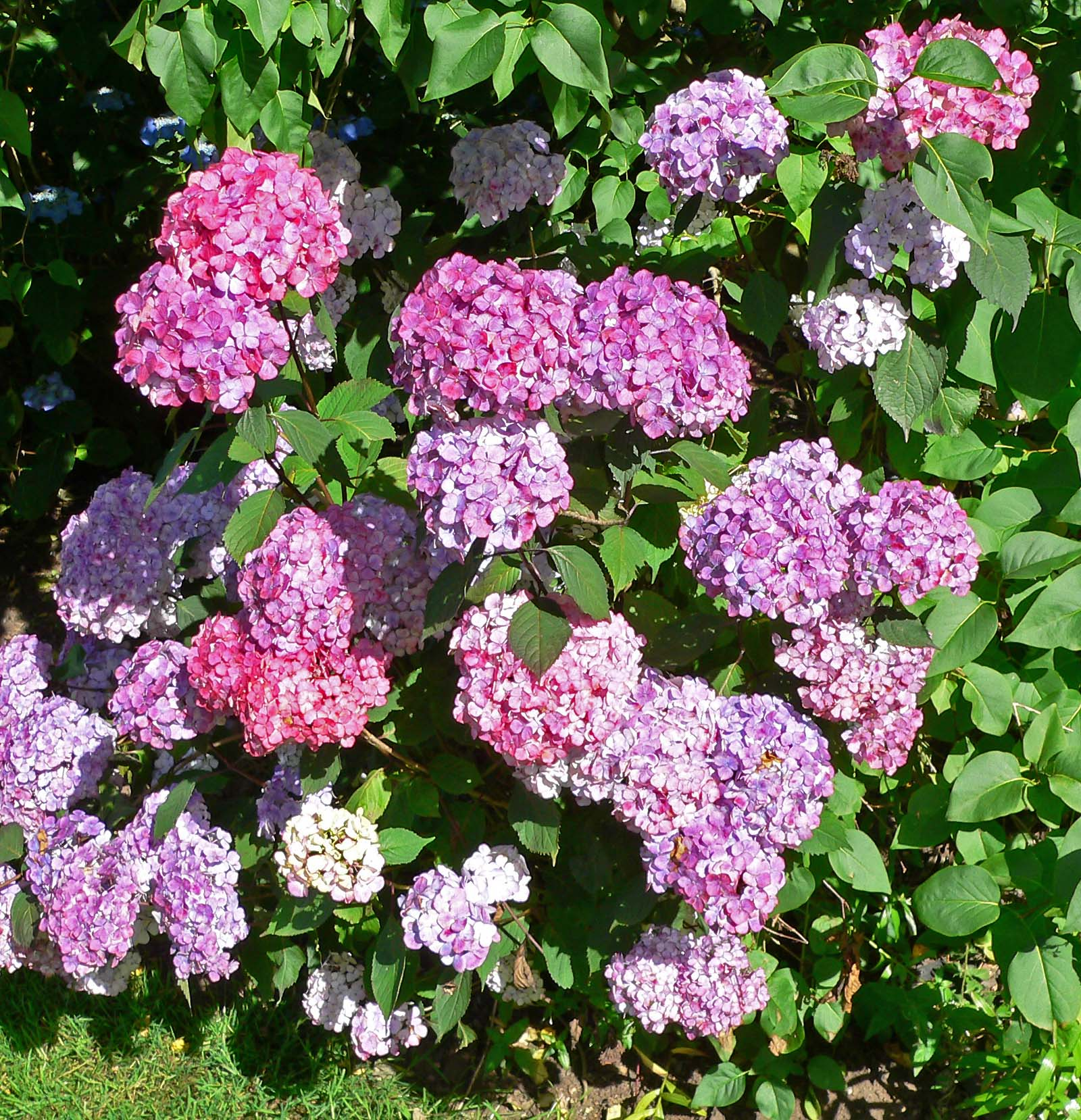
H. serrata 'Preziosa'

Numerose cultivar sono state selezionate per l'uso in giardino, di cui le seguenti hanno ottenuto il Premio per il Garden Merit della Royal Horticultural Society:
- 'Bluebird'[5]
- 'Diadem'[6]
- ’Grayswood’[7]
- ’Kiyosumi’[8]
- 'Miranda'[9]
- ’Miyama-yae-murasaki’[10]
- 'Preziosa'[11]
- 'Rosalba'[12]
- ’Shirofuji’[13]
- ’Shojo’[14]
- 'Tiara'[15]

## Altri usi
Le foglie dell'ortensia di montagna contengono fillodulcina, un dolcificante naturale, e sono usate per produrre tè alle erbe localmente popolari (sugukcha in Corea e amacha in Giappone). Il tè amacha è usato in Giappone nella celebrazione della nascita del Buddha.